# Fossé (Loir-et-Cher)
Fossé – miejscowość i gmina we Francji, w Regionie Centralnym, w departamencie Loir-et-Cher.
Według danych na rok 2009 gminę zamieszkiwało 1037 osób, a gęstość zaludnienia wynosiła 102 osoby/km².